# Asura ichorina
Asura ichorina är en fjärilsart som beskrevs av Butler 1877. Asura ichorina ingår i släktet Asura och familjen björnspinnare. Inga underarter finns listade i Catalogue of Life.